# جردن بروان
جردن بروان (انگلیسی: Jordan Brown؛ زادهٔ ۱۰ نوامبر ۱۹۹۶) ورزشکار فوتبال اهل بریتانیا است.
از باشگاه‌هایی که در آن بازی کرده‌است می‌توان به باشگاه فوتبال وستهام یونایتد، باشگاه فوتبال چلمزفورد سیتی، و تیم ملی فوتبال زیر ۱۷ سال انگلستان اشاره کرد.
وی همچنین در تیم‌های ملی فوتبال زیر ۱۶ و ۱۷ سال انگلیس بازی کرده‌است.